# Ed Stelmach
Edward Michael "Ed" Stelmach (11 de mayo de 1951, Lamont, Alberta) es un político canadiense que ejerció el cargo de primer ministro de Alberta desde 2006 a 2011. Nieto de inmigrantes ucranianos, Stelmach nació y creció en una granja cerca de Lamont y habla ucraniano. Pasó toda su vida adulta pre-política como un agricultor, a excepción de un poco de tiempo dedicado al estudio en la Universidad de Alberta. Su primera incursión en política fue una elección municipal de 1986, cuando fue elegido para el consejo de condado del Condado de Lamont. A un año de su mandato, fue nombrado corregidor. Continuó en este cargo hasta su entrada en la política provincial. 
Estudió derecho hasta que el fallecimiento de su hermano mayor le hizo regresar al cuidado de la granja familiar; actividad a la que se sigue dedicando.